# Малотазеево
Малотазеево (баш. Кесе Тәжәй) — деревня в Илишевском районе Республики Башкортостан Российской Федерации. Входит в состав Базитамакского сельсовета.

## География

### Географическое положение
Расстояние до:
- районного центра (Верхнеяркеево): 32 км,
- центра сельсовета (Базитамак): 4 км,
- ближайшей ж/д станции (Буздяк): 140 км.

## Население
| 2002 | 2009 | 2010 |
| ---- | ---- | ---- |
| 42   | ↘41  | ↗46  |

Национальный состав
Согласно переписи 2002 года, преобладающие национальности — татары (62 %), башкиры (38 %).